# Karl-Johan Persson
Karl-Johan Persson (Stoccolma, 23 marzo 1975) è un imprenditore svedese, miliardario, dal 2020 presidente - dopo esserne stato dal 2009 anche l'amministratore delegato (CEO) - della società di moda Hennes & Mauritz (H&M), fondata dal nonno Erling Persson. Figlio di Stefan Persson, nel 2022 ha personalmente, secondo Forbes, una ricchezza di 1,5 miliardi di US$..

## Biografia
Ha frequentato a Londra dal 1996 la European Business School, laureandosi in Business and Economics.
Nel 2001 Persson acquista un'attività di gestione degli eventi, diventata la principale società del settore in Scandinavia. L'attività è poi venduta con successo nel 2007 a MCI.
Nel 2005 entra a far parte di H&M, la società di proprietà della famiglia, diventando direttore dell'espansione e responsabile dello sviluppo del business nel 2007, prima di essere nominato amministratore delegato nel 2009, succedendo a Rolf Eriksen.  Nel gennaio 2020 lascia l'incarico Lascia l'incarico ad Helena Helmersson ricoprendo il ruolo di presidente.

## Vita privata
È sposato con Leonie Gillberg, hanno due figli e vivono a Stoccolma. La principessa Vittoria di Svezia ha partecipato al loro matrimonio nel 2002. Persson è tifoso del Djurgården, che ha sostenuto anche finanziariamente.